# Широка Руда (заказник)
Широка Руда — ландшафтний заказник місцевого значення в Україні. Розташований на території Вінницької області, Липовецький район, Іваньківська сільська рада.

## Історія
Ландшафтний заказник «Широка Руда» був оголошений рішенням 44 сесії Вінницької обласної Ради 7 скликання від 23 липня 2020 року № 977. Заказник створено з метою збереження цінних природних комплексів — просторових елементів регіональної екологічної мережі.

## Опис
Загальна площа заказника становить 33 га. Розташований на території Іваньківської сільської ради Липовецького району.
Заказник «Широка Руда» створений як об'єкт природно-заповідного фонду місцевого значення, без вилучення із користування земель. Відповідно до рішення Вінницької обласної ради, Департамент агропромислового розвитку, екології та природних ресурсів облдержадміністрації повинен забезпечити оформлення необхідної охоронної документації та встановлення державних інформаційно-охоронних знаків.
Територія заказника, за деякими даними, є частиною так званої «метеоритної долини» на Вінниччині.

## Галерея

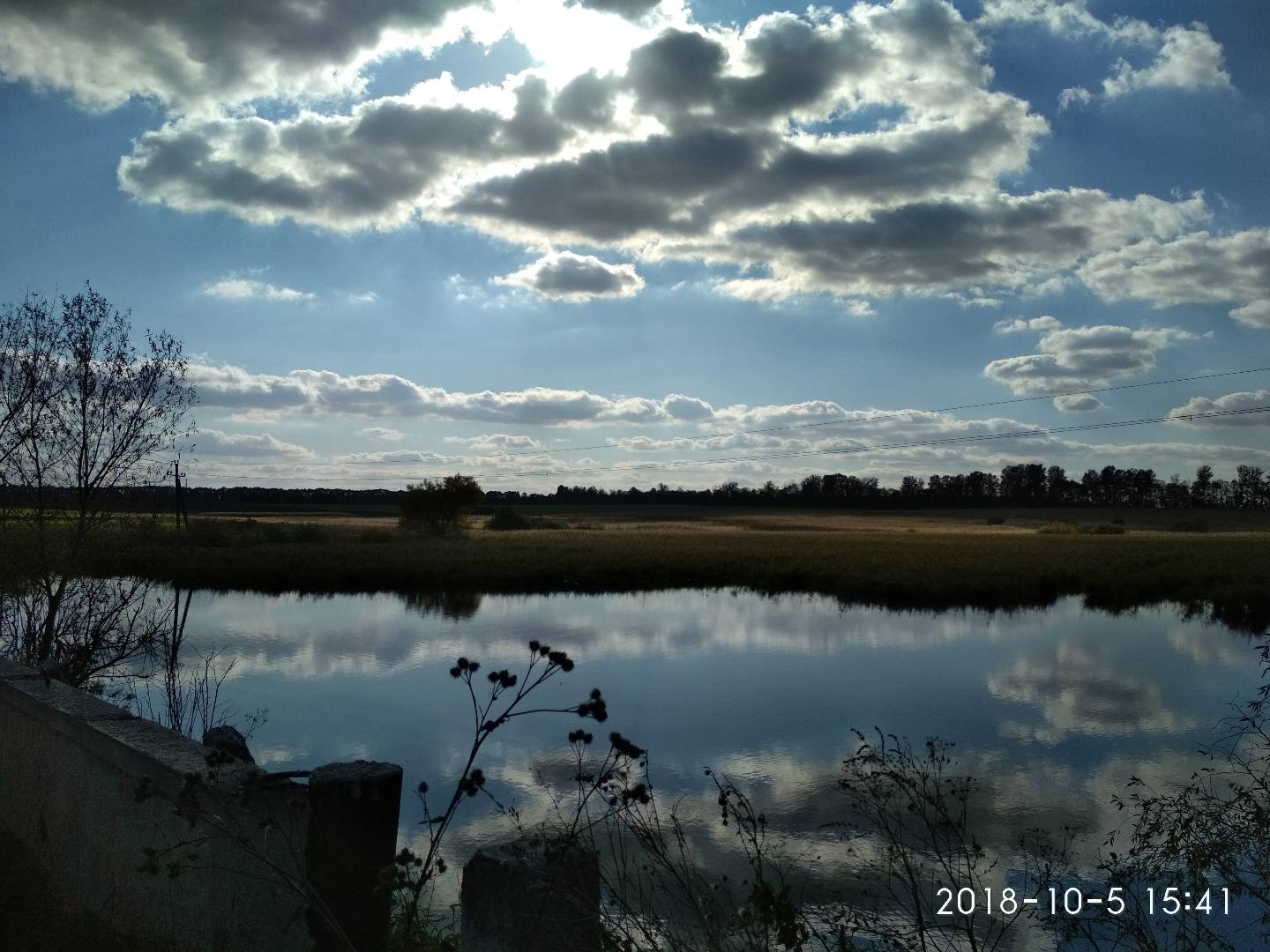
Пейзаж заказника